# Nordische Skiweltmeisterschaften 1984/Skispringen
Bei den Nordischen Skiweltmeisterschaften 1984 wurde im Skispringen der Männer nur der Teamwettbewerb Großschanze ausgetragen, der nicht im Programm der als WM zählenden Olympischen Winterspiele stand. Dabei kam es zu folgenden Einzelergebnissen:

## Skispringen Teamwettbewerb Großschanze
| Platz | Land             | Startnr.    | Sportler                                                               | Weiten (m)                                              | Punkte Springer                                       | Punkte Team |
| ----- | ---------------- | ----------- | ---------------------------------------------------------------------- | ------------------------------------------------------- | ----------------------------------------------------- | ----------- |
| 1     | Finnland         | 4 18 32 46  | Markku Pusenius Pentti Kokkonen Jari Puikkonen Matti Nykänen           | 96,5 / 95,0 111,0 / 106,5 110,5 / 114,0 117,0 / 120,5   | 73,6¤ / 70,0¤ 99,4 / 91,1 100,7 / 107,1 106,8 / 113,2 | 618,3       |
| 2     | DDR              | 9 23 37 51  | Ulf Findeisen Matthias Buse Klaus Ostwald Jens Weißflog                | 110,0 / 108,0 105,0 / 104,5 114,5 / 108,5 110,0 / 103,0 | 97,0 / 93,7 87,5¤ / 87,8 103,3 / 94,9 95,5 / 81,2¤    | 572,2       |
| 3     | Tschechoslowakei | 1 15 29 43  | Ladislav Dluhoš Vladimír Podzimek Jiří Parma Pavel Ploc                | 103,5 / 104,5 108,0 / 111,0 107,0 / 105,5 112,5 / 110,0 | 83,9¤ / 86,3¤ 92,7 / 97,4 92,8 / 89,7 97,5 / 94,0     | 564,1       |
| 4     | Österreich       | 10 24 38 52 | Armin Kogler Richard Schallert Ernst Vettori Andreas Felder            | 109,0 / 97,5 109,5 / 109,0 109,0 / 104,0 113,0 / 108,0  | 94,6 / 77,0¤ 92,8 / 93,6 92,6¤ / 87,6 100,2 / 92,2    | 561,0       |
| 5     | Jugoslawien      | 11 25 39 53 | Tomaž Dolar Miran Tepeš Vasja Bajc Primož Ulaga                        | 98,0 / 96,5 102,0 / 102,5 104,0 / 97,5 114,5 / 112,0    | 73,7¤ / 73,1 78,8 / 82,0 82,6 / 72,0¤ 102,3 / 97,0    | 516,6       |
| 6     | Norwegen         | 12 26 40 54 | Ole Gunnar Fidjestøl Vegard Opaas Ole Christian Eidhammer Per Bergerud | 105,0 / 102,5 106,0 / 109,0 105,5 / 90,0 96,5 / 100,0   | 88,0 / 82,5 86,4 / 92,6 87,2 / 59,5¤ 74,1¤ / 79,5     | 510,2       |
| 7     | USA              | 14 28 42 56 | Reed Zuehlke Dennis McGrane Jeff Hastings Mike Holland                 | 97,5 / 90,5 94,0 / 95,0 104,0 / 104,0 104,5 / 111,0     | 72,5 / 62,2¤ 68,1¤ / 71,0 85,6 / 86,1 84,3 / 97,4     | 496,9       |
| 8     | BR Deutschland   | 6 20 34 48  | Georg Waldvogel Thomas Hasslberger Andreas Bauer Peter Rohwein         | 92,0 / 96,5 103,5 / 93,0 104,5 / 103,5 106,5 / 102,5    | 59,3¤ / 71,6 81,9 / 64,7¤ 85,3 / 83,9 87,6 / 80,0     | 490,3       |
| 9     | Sowjetunion      | 13 27 41 55 | Oleg Serow Waleri Karetnikow Gennadi Prokopenko Juri Golowschtschikow  | 97,5 / 95,0 96,5 / 89,5 107,5 / 104,5 105,5 / 101,5     | 70,5¤ / 68,0 72,6 / 60,8¤ 93,5 / 86,1 86,7 / 78,6     | 485,5       |
| 10    | Schweiz          | 5 19 33 47  | Olivier Schmid Pascal Reymond Fabrice Piazzini Hansjörg Sumi           | 84,0 / 84,0 93,5 / 92,0 106,5 / 104,5 104,0 / 107,5     | 50,1¤ / 49,6¤ 67,4 / 64,3 87,6 / 85,3 85,1 / 91,5     | 481,2       |
| 11    | Italien          | 2 16 30 44  | Antonio Lacedelli Sandro Sambugaro Massimo Rigoni Lido Tomasi          | 91,0 / 89,5 97,5 / 101,5 97,0 / 95,5 106,5 / 102,0      | 60,9¤ / 59,8¤ 73,0 / 80,6 75,8 / 73,2 87,1 / 80,3     | 470,0       |
| 12    | Kanada           | 3 17 31 45  | David Brown Steve Collins Ron Richards Horst Bulau                     | 85,0 / 85,0 98,0 / 92,5 97,0 / 91,5 114,0 / 107,5       | 50,5¤ / 50,0¤ 76,7 / 66,0 69,8 / 62,1 101,6 / 92,0    | 468,2       |
| 13    | Japan            | 8 22 36 50  | Hiro Shima Masaru Nagaoka Satoru Matsuhashi Hirokazu Yagi              | 90,0 / 90,5 90,0 / 104,0 97,5 / 92,0 103,0 / 101,5      | 60,0 / 60,2¤ 59,5¤ / 84,1 77,5 / 67,3 83,2 / 83,6     | 455,7       |
| 14    | Polen            | 7 21 35 49  | - Janusz Malik Tadeusz Fijas Piotr Fijas                               | - 98,0 / 99,0 91,0 / 86,0 110,0 / 114,5                 | - 71,2 / 74,1 59,9 / 52,9 94,5 / 85,8                 | 438,4       |

Weltmeister 1982:  Norwegen (Johan Sætre, Per Bergerud, Ole Bremseth, Olav Hansson)
Datum: 26. Februar 1984 in Engelberg